# فصل النظائر باستثارة الليزر
فصل النظائر باستثارة الليزر (بالإنجليزية: Separation of isotopes by laser excitation)‏ يُعرف اختصارًا SILEX، هي عملية لفصل النظائر، حيثُ تستخدم لإنتاج اليورانيوم المخصب عبر الليزر. طُورت في التسعينيات، بناءً على التقنيات السابقة.

## وصلات خارجية
- الموقع الرسمي